# شوقی غریب
شوقی غریب (عربی: شوقي غريب؛ زاده ۲۶ فوریهٔ ۱۹۵۹) یک بازیکن فوتبال اهل مصر است.
وی همچنین در تیم ملی فوتبال مصر بازی کرده است.